# Língua yeniche
A língua yeniche é uma língua mista falada pelo povo yeniche. É uma língua urbana, diferente da língua romani, embora influenciado por ela. É resultado de uma mistura de vários dialetos de alemão como iídiche, romani e rotwelsch.